# Marc Daunis
Marc Daunis, né le 22 avril 1955 à Marseille, est un homme politique français.
Membre du Parti socialiste (PS), il est sénateur des Alpes-Maritimes élu pour deux mandats de 2008 à 2020. En date, il est le dernier sénateur socialiste des Alpes-Maritimes.

## Biographie
Il est sénateur des Alpes-Maritimes depuis 2008 et secrétaire du Sénat de 2011 à 2014. Il est maire de Valbonne Sophia Antipolis et vice-président de la Communauté d'agglomération de Sophia Antipolis. Il a auparavant été conseiller régional de Provence-Alpes-Côte d'Azur de 1998 à 2008, avant de démissionner pour se mettre en conformité avec les règles relatives à la limitation du cumul des mandats.
En 2011, il est à l'initiative de la création de la SPL Sophia, dont il est le PDG. Aux côtés d'autres communes de l'agglomération sophipolitaine, cette société publique locale vise à porter des projets de développement sur le bassin de vie de la première technopole d'Europe, Sophia Antipolis. La future ZAC des Clausonnes, inscrite au plan Sophia 2030, est un des exemples et sera la future entrée du parc d'activité.
Il est réélu sénateur des Alpes-Maritimes le 28 septembre 2014.
En octobre 2016, il laisse sa place de maire à son premier adjoint Christophe Étoré. Il devient conseiller municipal chargé de mission auprès du nouveau maire afin de le conseiller sur les grands projets.
Marc Daunis est chevalier de l’Ordre national du Mérite.

## Parcours universitaire et professionnel
Titulaire d'une maîtrise d’Histoire et d'un DEA Inter-ethnique et Inter-culturel, il est professeur, conseiller en formation continue et directeur d’un Centre national de Multimédia (1991-1997).

## Mandats locaux
- Adjoint au maire de Valbonne en 1989, il est élu maire en avril 1996 après le décès de Michel Rolant puis réélu en mars 2001, mars 2008 et mars 2014, dès le 1er tour avec 55.01 % des voix.
- Conseiller régional de Provence-Alpes-Côte d'Azur, de 1998 à 2010

Autres fonctions dans la circonscription :
- Vice-président de la CASA (Communauté d’agglomération de Sophia Antipolis)[1]
- Vice-président du SYMISA (Syndicat mixte de Sophia Antipolis)
- Membre du comité directeur de l’Association des maires de France (AMF), vice-président de l’AMF 06[2]
- Président de la commission Développement économique et Aménagement du territoire au sein de la CASA
- Président de la SPL Sophia
- Président du Syndicat intercommunal pour l’extension et la gestion de la station d’épuration des Bouillides

## Mandat national
Membre des groupes de travail et organismes suivants :
- Membre du Groupe socialiste au Sénat
- Secrétaire de la Commission des Affaires économiques au Sénat
- Président du groupe d'amitiés France-Australie au Sénat
- Président du groupe d'études Économie sociale et solidaire
- Membre du Groupe français de l'Union interparlementaire (UIP)
- Membre du Conseil d'administration des "Parcs nationaux de France"
- Membre du Conseil supérieur de l'économie sociale et solidaire
- Membre du groupe d'études Aviation civile
- Membre du groupe d'études Communications électroniques et Poste
- Membre du groupe d'études Énergie
- Membre du groupe d'études Forêt et filière bois
- Membre du groupe d'études Industrie
- Membre du groupe d'études Vigne et vin